# Caleb Gattegno
Caleb Gattegno   (Alexandria, 11 de novembre de 1911 - París, 28 de juliol de 1988) va ser un educador i matemàtic egipci.

## Vida i Obra
Gattegno va néixer en una família humil descendents de mercaders espanyols i, des de ben petit, va haver de treballar per mantenir-se; malgrat això es va dedicar a estudiar pel seu compte. El 1931 i el 1932 va obtenir les llicències de professor de física i matemàtiques, respectivament, i el 1936 el diploma d'estudis superiors de matemàtiques, havent-se examinat per lliure a la delegació de la universitat de Marsella al Caire. Pel mateix procediment va obtenir el doctorat en matemàtiques per la universitat de Basilea el 1937 i el doctorat en psicologia el 1951 per la universitat de Lilla.
De 1932 a 1936 va ser professor de matemàtiques del Liceu Francès d'Alexandria i de 1937 a 1945 va dirigir el Centres d'Estudis Superiors Científics i Tècnics al Caire. Just acabar la Segona Guerra Mundial el 1945 es va traslladar a Europa on va ser professor de les universitats de Liverpool i de Londres fins al 1957. Durant aquests anys va desenvolupar un viu interès per la pedagogia, traduint a l'anglès la obra de Jean Piaget, publicant llibres sobre l'ensenyament de les matemàtiques i rescatant obres d'altres pedagogs de les matemàtiques pioners com Jean-Louis Nicolet i Georges Cuisenaire. El 1957-58 va estar a Etiòpia, desenvolupant materials didàctics per encàrrec de Nacions Unides. El 1954 va fundar l'empresa Cuisenaire Company per la distribució de materials didàctics i el 1965 va deixar Londres per traslladar-se a Nova York, on va fundar el laboratori Educational Solutions, Inc. per experimentar i difondre les seves idees sobre ensenyament de llengües i matemàtiques.
Gattegno va treballar amb intensitat en la pedagogia des d'un immens respecte per les capacitats intel·lectuals dels nens que es posen de manifest en el us de la llengua materna; percep aquestes capacitats com matemàtiques per naturalesa i desenvolupa materials i mètodes d'ensenyament basats en elles. Així va crear mètodes com Silent Way, Words in Colour o Visible Tangible Math. En el camp de les matemàtiques, els seus films son incitadors de la discussió. Gattegno va viatjar per tot el món difonent les seves idees i venen les seus materials i molts professors d'arreu del món les van fer seves amb admiració.